# Хрипля
Хрипля — колишнє село в Україні.
Знаходиться в Народицькому районі Житомирської області. Підпорядковувалось Малокліщівській сільській раді. Виселено через радіоактивне забруднення внаслідок аварії на ЧАЕС. Населення в 1981 році — 80 осіб. Зняте з обліку 21 червня 1991 року Житомирською обласною радою.
9 листопада 1921 р. під час Листопадового рейду через Хриплю проходила кінна сотня Подільської групи (командувач Сергій Чорний) Армії Української Народної Республіки.
Хрипля разом з іншими навколишніми поселеннями у 17 столітті входила до Ксаверобазарського ключа, який здавна належав знатній сім'ї Єльців. В кінці 17 століття тодішній власник цих маєтків єзуїт Ігнатій Єлець заповів їх своєму ордену. Заповіт було визнано, але з цим рішенням з самого початку не були згодні спадкоємці Ігнатія Єльця. Оскільки родові спадкові маєтки були захищені законом і не могли бути довільно подаровані або заповідані без згоди законних спадкоємців, справи за цими маєтками проти єзуїтів весь час порушувалися в різних судах. Однак, поки орден єзуїтів був у повній силі, спадкоємці нічого не могли зробити, і ці маєтки перебували у власності ордена аж до його заборони Папою Римським в 1773 році.
Після ліквідації ордену постало питання, що робити з єзуїтськими володіннями. Справа в тому, що доходи з цих маєтків єзуїти використовували на різні цілі, і в тому числі для фінансування мережі створених ними шкіл. Для збереження цих шкіл було прийнято рішення всі маєтки ордена, згодом названими «поієзуїтськими», передати в приватне володіння безкоштовно, або за маленькі гроші, але на жорстких умовах. Нові власники зобов'язані були вічно платити якийсь відсоток (4-5%) від оціночної вартості отриманих маєтків на користь системи державної народної освіти. Цей відсоток був нижче реального доходу з маєтків, тому отримання такого володіння було безсумнівно вигідним. Однак і обмеження були істотні. Поієзуїтські маєтки не можна було ділити, закладати в борг, продавати (можна було тільки передавати у спадок або іншим особам рівно ті ж права володіння з тими ж обмеженнями). Фактично власники таких маєтків були їх «вотчинниками», де-факто їх можна було вважати орендарями казенних земель.
З ксаверобазарським ключем створилася неочевидна ситуація. Спочатку, відразу після прийняття польської конституції 1775 року, що визначила умови роздачі поієзуїтських маєтків, староста Онуфрій Бержінський звернувся в королівську канцелярію з проханням оцінити маєтки ксаверобазарського ключа і передати їх в його ж володіння, на що і отримав королівський привілей. Однак головний на той час спадкоємець Єльців граф Антон Красицький негайно опротестував це рішення і практично миттєво виграв справу. Уже в квітні того ж 1775 року отримав маєтки ксаверобазарського ключа в «вотчинну» спадкову власність указом короля Станіслава Понятовського. Однак, визнаючи важливість підтримки народної освіти, Антон добровільно виділив з цих маєтків суму близько 400 тисяч злотих (приблизно третя частина від загальної оцінки маєтків), і зобов'язався з цієї суми платити 4 з половиною відсотки річних в польську «Едукаційну комісію». Але самі маєтки при цьому називалися не "поієзуїтськими», а власницькими, тобто не були схильні до вищевказаних обмежень.
Тому незабаром в 1785 році Антон Красицький продав всі ці володіння графу Проту Потоцькому з тим  же обов'язком виплати відсотків з «поієзуїтського» капіталу 400 000 злотих. Антоній Протазій Потоцький (пол. Antoni Protazy Potocki 11 вересня 1761-1801) - польський магнат з роду Потоцьких гербу Пилява, державний діяч Речі Посполитої, староста гузовський, останній воєвода київський (1791-1793). Походив з великого і знатного магнатського роду Потоцьких герба Пилява. Єдиний син старости гузовського і генерал-лейтенанта військ коронних Яна Проспера Потоцького (пом. 1761/1762) і Паули Шембек (пом. 1797).
Антоній Протазій Потоцький успадкував від свого батька великі земельні володіння і великі грошові кошти. Завдяки своєму одруженню на княгині Маріанні Любомирській (1773-1810), дочці російського генерал-лейтенанта Каспера Любомирського (пом. 1 780) і Барбари Любомирської, ще сильніше збільшив свій капітал. Йому належали сс. Бічиці [Польські], Красне [Бічицьке], Тшетшевина, кол. Бічиці [Німецькі] Новосанчівського циркулу Волинського воєводства.
1780-х роках заснував банківські контори в Варшаві, Махнівці (нині Комсомольське) і Херсоні. У своїх великих володіннях на Україні, центром яких була Махнівка, заснував суконні, меблеві, фаянсові та інші мануфактури. 8 травня 1787 року Антон Протасій Потоцький був нагороджений Орденом Білого Орла. У березні 1783 року Антон Потоцький став одним із засновників «Компанії Східної Торгівлі», створеної у Вінниці. У січні 1785 року став керівником цієї торгової компанії. Заснував контору в російському порту Херсон, звідки вів торгівлю польськими товарами по Чорному морю. Своїми фінансовими операціями і торгівлею накопичив величезні статки (60-70 мільйонів злотих). У 1791 році купив для себе сенаторську посаду воєводи київського.
У 1793 році через фінансову кризу і другий поділ Речі Посполитої Антоній Протасій Потоцький змушений був оголосити своє банкрутство. Останні роки життя провів у своєму маєтку Махнівці. Потоцький, в той час власник власного банку, незабаром розорився і все його майно пішло кредиторам. У 1795 році, вже після остаточного поділу Польщі, справу про борги Потоцького вирішувала російська комісія. По маєткам Волинського воєводства  відбувалися судові засідання за участю шляхтичів Ромоцьких (Румоцьких), Домбських, Чапських та ін.  про розподіл спадкових маєтків Потоцького.
Маєтки ксаверобазарського ключа були розділені між російськими кредиторами Потоцького (Базарський ключ потрапив в руки Нововейських), при цьому оцінна сума близько 1 300 000 зл. також розглядалася в двох частинах, 900 000 злотих вважалися вільними від обтяжень, а поієзуїтський капітал 400 000 злотих вважався окремо. Обидві суми були пропорційно розділені між кредиторами, і зобов'язання сплати відсотків (за рішенням комісії встановленої в 5%) з їх частини поіезуітского капіталу також зберігалося за кредиторами. Тобто кредитори отримали свої борги вже з деякою втратою. Але цим справа ще не скінчилося. Наші іноземні кредитори Потоцького пред'явили претензії російській стороні за те, що маєтки графа розійшлися тільки російським кредиторам. В результаті трьома державами (Російської, Австрійської та Прусської) була створена варшавська комісія, яка в 1801 році винесла рішення, згідно з яким всі російські кредитори, які отримали маєтки Потоцького, одноразово заплатили додатково від 10 до 19% з вартості своїх частин на користь іноземних кредиторів. В результаті російські власники понесли великі збитки, але зате були визнані рішенням варшавської комісії Трьох Держав «безперечними, вічно родовими володарями отриманих ними маєтків».
Начебто все ясно, однак, виявилося, що у бюрократів всі ці маєтки продовжують значитися поієзуїтськими, тому вже в 1803 році лісове відомство зажадало взяти під свою опіку ліси ксаверобазарського ключа. І почалося. Поміщики протестують, волинська казенна палата дає висновок, що маєтки власницькі і неправильно внесені до реєстру поієзуїтських, міністр фінансів з цим згоден, сенат також згоден, але подає справу государю. А той передає справу волинській училищній комісії. Комісія, ясна річ, вирішує, що маєтки поієзуїтські, і направляє своє рішення міністра народної освіти. Той своїм рішенням 1811 року не тільки затвердив маєтки в розряді поієзуїтських, але і збільшив суму капіталу, оподатковуваного податком, на чверть, а сам податок підняв до 6%. Очманілі від такого сюрпризу власники цього не визнали, грошей не платили і продовжували скаржитися. У 1814 році та ж училищна комісія, переглянувши обставини справи, визнала своє ж рішення помилковим і, порахувавши, що власникам завдано тяжких збитків невинно, вийшла з клопотанням до свого міністра з проханням скасувати прийняті рішення. Міністр проте залишився непохитний. Ймовірно, в такій заплутаній ситуації в 1816 році Михайлу Нововейському і вдалося нав'язати Базарський ключ  Петру Черніховському (він купив землі, що включають села Базар, Мар'ятин, Сухарівка, Шишалівка, і слободи Дермановка, Бродник, Хрипля, Пісківка, Вершниця, Рудня Базарська), представивши справу у вигідному для поміщиків світлі. Але коли Петро зрозумів, що позитивного вирішення справи в  майбутньому чекати не варто, він і подав до суду вимогу про скасування угод, звинувативши Нововейського в приховуванні характеру маєтків. Ймовірно, Петро дійсно сподівався, що маєтки не вважаються істинно поієзуїтськими, а тільки частково обкладені поієзуїтським податком, що, як з'ясувалося, становить величезну різницю.
Справа затяглася на десятки років. У 1841 році, наприклад, лісове відомство наказало «економії містечка Базар» (саме слово «економія» означає казенний характер маєтку) берегти ліс від вирубки, що буде перевірятися, а винні в вирубках будуть  каратися. Для поміщиків і селян це означало важкі збитки. Де брати ліс на будівлі і ремонти, незрозуміло, хіба що, живучи в лісі, купувати і везти ліс з інших місць. У 1842 році управлінням державного майна  наказало управителям (НЕ поміщикам!) Ксаверобазарського ключа, щоб ті роз'яснили селянам і всім жителям, як треба правильно зустрічати приїжджаючих чиновників міністерства державного майна, якщо такі зволять відвідати ці місця. Тобто права поміщиків, як повноправних власників, не визнавалися зовсім.
Ось тоді, в 1842 році за справу взявся молодший син і один із спадкоємців Петра Йосиповича Черніховського, Микола Петрович, в той час титулярний радник військового міністерства в Петербурзі. Він отримав доручення на ведення справи від всіх поміщиків ксаверобазарських маєтків, і в травні-червні подав три клопотання про вилучення цих маєтків зі списку поієзуїтських і про скасування нагляду лісового відомства. Міністерство державного майна виступило проти Черніховського і зажадало в його проханні відмовити, привівши свої аргументи. Черніховський негайно відповів, докладно, по пунктах, спростувавши всю аргументацію міністерства. Микола продовжував битися з чиновниками ще два роки, послідовно і детально розбиваючи аргументи протилежної сторони. Взаємний обмін доказами тривав до 1845 року. У листопаді цього року Урядовий сенат нарешті прийняв остаточне рішення на користь Миколи Черніховського і його довірителів, визнавши необхідність виключення маєтків ксаверобазарського ключа з розряду поієзуїтських, зберігши лише обов'язок виплати 6% річних з сукупної суми 400 000зл. (60 000 руб. сріблом), чого і домагався Микола. Справа завершилося на користь поміщиків.
Після смерті Миколи господарем вищеназваних поселень став інший син Петра Йосиповича  - Бенігнін, а потім -   діти Бенігніна. До кінця 19 століття і в 20-му Хрипля і Пісківка належали дочці Бенігніна Аурелії Бржозовській. Але Хрипля - це була слобода, і жили там  не кріпаки, а вільні люди, які тільки платили Черніховським за оренду землі, але не були обкладені іншими податками,  не відробляли панщини. 